# Hermiteinterpolation
In der numerischen Mathematik ist die Hermiteinterpolation (benannt nach Charles Hermite) ein Interpolationsverfahren zur Polynominterpolation, das auch Ableitungen der zu interpolierenden Funktion berücksichtigt.
Erstmals veröffentlichte Hermite seine Untersuchungen zu diesem Verfahren 1877 in dem Journal: Sur la formule d’interpolation de Lagrange. In: Journal für die reine und angewandte Mathematik, Band 84, S. 70–79.

## Vorbereitung

### Motivation

Splineinterpolation ohne Berücksichtigung der Steigung. Man sieht klar den „Knick“ bei

Ein Ergebnis für die klassische Polynominterpolation besagt, dass äquidistante Stützstellen – also gleicher Abstand zwischen den bekannten Funktionswerten – zu einem exponentiellen Anstieg der Kondition – also der  Fehlerabhängigkeit – der Polynominterpolation führt, ihren Fehler also drastisch erhöht.
In der Praxis haben äquidistante Messpunkte aber gewisse Vorteile und sind manchmal auch unvermeidbar. Man benötigt daher ein Interpolationsverfahren, das auch für diesen Fall nur kleine Fehler erzeugt. Ein Ansatz ist die Splineinterpolation, bei der das Gebiet, auf dem eine Funktion interpoliert werden soll, durch ein Gitter zerteilt und in jedem der entstandenen Intervalle eine Polynominterpolation durchgeführt wird.

Splineinterpolation mit Berücksichtigung der Steigung

Wählt man dabei den „naiven“, Newtonschen Ansatz, stimmen die Ableitungen der Interpolierten an den Gitterpunkten nicht notwendigerweise überein – folglich ist die Interpolierte an diesen Punkten in der Regel nicht (stetig) differenzierbar. Es muss nicht bei „Ecken“, wie im Beispiel rechts, bleiben. Es könnte zum Beispiel auch passieren, dass auf zwei benachbarten Intervallen die Interpolierten sich „von oben“ dem Gitterpunkt nähern und so tatsächlich eine – anschaulich – „Spitze“ entsteht.
Da dieses Verhalten offensichtlich unerwünscht ist, versucht man, die Übergänge glatt zu gestalten, indem man neben den Funktionswerten in den Gitterpunkten weiterhin beliebig viele Ableitungen als bekannt voraussetzt und die Interpolationspolynome so wählt, dass die Ableitungen in dem gemeinsamen Punkt übereinstimmen. Praktisch reicht es, die erste Ableitung gleichzusetzen, um einen „glatt“ aussehenden Graphen zu erhalten.
Diese Aufgabe lässt sich analog zur Problemstellung in der klassischen Polynominterpolation analytisch lösen. Als Beispiel dient hier die Aufgabe,
{\displaystyle f(-1)=-1,\,f'(-1)=0,\,f(2)=0} in {\displaystyle {\mathcal {P}}_{2}} zu interpolieren.
Man definiert
{\displaystyle p(x):=a_{0}+a_{1}\cdot x+a_{2}\cdot x^{2}} und leitet ab zu {\displaystyle p'(x):=a_{1}+a_{2}\cdot 2x}.
Das Gleichungssystem wird damit zu
{\displaystyle {\begin{pmatrix}1&-1&1\\0&1&-2\\1&2&4\end{pmatrix}}\cdot {\begin{pmatrix}a_{0}\\a_{1}\\a_{2}\end{pmatrix}}={\begin{pmatrix}-1\\0\\0\end{pmatrix}}.}
Lösen nach {\displaystyle a=(a_{0},a_{1},a_{2})^{T}} bringt die gesuchten Koeffizienten.
Dieser Lösungsansatz hat den Nachteil, dass er in der Komplexitätsklasse {\displaystyle {\mathcal {O}}(n^{3})} liegt und damit langsam ist. Es wäre wünschenswert, die Newton-Basis von der klassischen Polynominterpolation übernehmen zu können. Dieser Ansatz schließt allerdings zusammenfallende Stützstellen aus und ist daher nicht ohne Modifikation anwendbar. Daher erweitert man ihn zum Hermitschen Interpolationsverfahren.

### Hermite-Genocchi-Formel
Die Hermite-Genocchi-Formel bildet die Grundlage der Hermiteinterpolation. Ihre Voraussetzungen sind:
- {\displaystyle f} ist  {\displaystyle k}-mal stetig differenzierbar:  {\displaystyle f\in C^{k}([a,b]),\quad k\in \mathbb {N} }
- {\displaystyle k+1} Stützstellen: {\displaystyle x_{0},\ldots ,x_{k}\in [a,b].}

Dann liefert die Formel eine Integraldarstellung für die dividierten Differenzen aus dem Newtonalgorithmus der Polynominterpolation:
{\displaystyle f[x_{0},\ldots ,x_{k}]=\int _{\Sigma ^{k}}f^{(k)}\left(x_{0}+\sum _{i=1}^{k}s_{i}(x_{i}-x_{0})\right)\,ds,}
mit dem k-dimensionalen Einheitssimplex:
{\displaystyle \;\Sigma ^{k}=\left\{s\in \mathbb {R} ^{k}{\bigg |}\,(\forall i:s_{i}\geq 0)\,\wedge \sum _{i=1}^{k}s_{i}\leq 1\right\}.}
Man beweist diese Identität durch vollständige Induktion.
Im Gegensatz zu den dividierten Differenzen taucht im Integral in dieser Formel kein Quotient mit der Differenz zweier Stützstellen auf – rein rechnerisch ist es also möglich, konfluente (zusammenfallende) Stützstellen einzusetzen. Stellt man die Formel als
{\displaystyle f[x_{0},\ldots ,x_{k}]={\frac {1}{k!}}f^{(k)}(x^{*}),\quad \mathrm {falls} \quad x_{0}=\ldots =x_{k}=x^{*}}
dar, lässt sich diese Identität einfach beweisen.
Offensichtlich kann man folglich durch mehrfaches Verwenden von Stützstellen Ableitungen in der Interpolation berücksichtigen.
Also gilt der folgende Satz:

## Hermiteinterpolation
Es gelte:
- {\displaystyle f} ist  {\displaystyle n}-mal stetig differenzierbar: {\displaystyle f\in C^{n}([a,b]),\quad n\in \mathbb {N} }
- {\displaystyle n+1} Stützstellen: {\displaystyle x_{0},\ldots ,x_{n}\in [a,b]}
- die Häufigkeit der Wiederholung der Stützstelle {\displaystyle x_{i}} sei mit {\displaystyle m_{i}\in \mathbb {N} } gegeben.

Dann erfüllt das Newton-Polynom:
{\displaystyle p(x):=f(x_{0})+\sum _{i=1}^{n}f[x_{0},\ldots ,x_{i}]\prod _{j=0}^{i-1}(x-x_{j})}
die Hermiteschen Interpolationsbedingungen:
{\displaystyle f^{(k)}(x_{i})=p^{(k)}(x_{i})\quad \forall \,i=0,\ldots ,n\ \forall k=0,\ldots ,m_{i}-1.}
Darüber hinaus ist diese Lösung eindeutig.

## Fehlerabschätzung
Für den Fehler der Hermiteinterpolierten {\displaystyle p} gibt es eine explizite Darstellung.
Sei dafür {\displaystyle f\in C^{n+1}([a,b])}.
Dann existiert für jedes {\displaystyle x\in [a,b]} ein {\displaystyle \xi \in [a,b]}, sodass
{\displaystyle f(x)-p(x)={\frac {f^{(n+1)}(\xi )}{(n+1)!}}\prod _{i=0}^{n}(x-x_{i})}
gilt.
Im Falle des Gitters
{\displaystyle x_{0}=\ldots =x_{k}<x_{k+1}<\dots <x_{n}}
gilt:
{\displaystyle f(x)-p(x)={\frac {f^{(n+1)}(\xi )}{(n+1)!}}(x-x_{0})^{k+1}\prod _{i=k+1}^{n}(x-x_{i}).}
Des Weiteren kann der Fehler der Hermiteinterpolation auch mithilfe der dividierten Differenzen als
{\displaystyle f(x)-p(x)=f[x_{0},\dots ,x_{n},x]\prod _{i=0}^{n}(x-x_{i})}
ausgedrückt werden.

### Tschebyscheff-Abszissen
Der zweite Faktor der Fehlerformel hängt nur von den Stützstellen ab und kann wie folgt abgeschätzt werden.
Seien {\displaystyle x_{0},\ldots ,x_{n}\in I:=[-1,1]} beliebig.

Nun gilt die Abschätzung:
{\displaystyle \max _{x\in I}\prod _{i=0}^{n}|x-x_{i}|\geq 2^{-n}.}
Diese Schranke wird angenommen mittels einer speziellen Wahl der Stützstellen – den sogenannten Tschebyscheff-Abszissen:
{\displaystyle {\begin{aligned}x_{j}&:=\cos \left({\frac {2j+1}{n+1}}{\frac {\pi }{2}}\right),\quad j=0,\ldots ,n\\\Rightarrow \max _{x\in I}\prod _{i=0}^{n}|x-x_{i}|&=2^{-n}.\end{aligned}}}

## Berechnung der Interpolierten
Zur praktischen Berechnung der Interpolierten verwendet man wie gehabt das Schema der dividierten Differenzen.
Im Fall {\displaystyle x_{0}=x_{1}=\ldots =x_{k}} muss anstatt der dort verwendeten Formel
{\displaystyle f[x_{0},\ldots ,x_{k}]={\frac {1}{k!}}f^{(k)}(x_{0})}
berechnet werden.
Zu beachten ist, dass ferner einige Umsortierungen notwendig sind. Im Folgenden sei {\displaystyle x_{0}=\ldots =x_{i}=\ldots =x_{k}=\ldots =x_{n}}:
- Statt {\displaystyle f[x_{i},\ldots ,x_{k}]} muss man die dividierte Differenz {\displaystyle f[x_{0},\ldots ,x_{k-i}]} berechnen
- Taucht in der Rekursion {\displaystyle f[x_{i}]} auf, berechnet man stattdessen {\displaystyle f[x_{0}]}
- In allen Fällen, in denen die Formel aus dem ursprünglichen Neville-Aitken-Schema verwendet wird, ersetzt man jedes {\displaystyle x_{i}} durch {\displaystyle x_{0}}.

### Pseudocode
Der Pseudocode soll verdeutlichen, wie man die verallgemeinerte Form der dividierten Differenzen berechnet. Listen werden im Folgenden als ab 1 indiziert angenommen.
```
xvals
 ← Stützstellen

yvals
 ← Funktionswerte f(x) und ggf. Ableitungen bei mehrfachen x-Werten

zvals
 ← { f(xvals[i]) | i ∈ 1..#xvals }
```

```
for
 
i
 ← #
xvals
..1 
do

  
for
 
j
 ← 
i
..#
xvals
 
do

    
if
 
i
 = 
j
 
then

      
[xi..xj]f
 ← 
zvals
[
i
]
    
else
 
if
 
xvals
[
i
] = 
xvals
[
j
] 
then

      
index
 ← Index des ersten Vorkommens von 
xvals
[
i
] in 
xvals

      
[xi..xj]f
 ← 
yvals
[
j
 - 
i
 + 
index
] / (
j
-
i
)!
    
else

      
[xi..xj]f
 ← (
[xi+1..xj]f
 - 
[xi..xj-1]f
) / (
xvals
[
j
] - 
xvals
[
i
])
```